# Героевка
Героевка (баш. Героевка) — деревня в Гафурийском районе Республики Башкортостан Российской Федерации. Входит в состав Табынского сельсовета. 

## География

### Географическое положение
Находится на берегу реки Белой.
Расстояние до:
- районного центра (Красноусольский): 25 км,
- ближайшей ж/д станции (Белое Озеро): 48 км.

## Население
| 2002 | 2009 | 2010 |
| ---- | ---- | ---- |
| 13   | ↘0   | →0   |

Согласно переписи 2002 года, преобладающие национальности — русские (62 %), чуваши (38 %).